# Denipaire
Denipaire – miejscowość i gmina we Francji, w regionie Grand Est, w departamencie Wogezy.
Według danych na rok 1990 gminę zamieszkiwało 266 osób, a gęstość zaludnienia wynosiła 38 osób/km² (wśród 2335 gmin Lotaryngii Denipaire plasuje się na 782. miejscu pod względem liczby ludności, natomiast pod względem powierzchni na miejscu 833.).